# Липоор
Липоор или Липохоро, Липохори (на гръцки: Λιποχώρι, Липохори, на катаревуса: Λιποχῶριον, Липохорион, до 1984  Κάτω Λιποχώριον, Като Липохорион, Долно Липохори) е село в Егейска Македония, Гърция, област Централна Македония, дем Въртокоп (Скидра).

## География
Селото е разположено на около 3 km източно от демовия център Въртокоп (Скидра), на 25 m надморска височина в областта Сланица. Селото има две махали - Долно Липоор (Като Липохори) на изток и Горно Липоор (Ано Липохори) на запад, разделени от река Мъгленица, като Горната е изоставена.

## История

### В Османската империя
В XIX век Горната махала е населена с българи, а Долната - с турци. „Етнография на вилаетите Адрианопол, Монастир и Салоника“, издадена в Константинопол в 1878 година и отразяваща статистиката на населението от 1873, Липоор (Lipoore) е посочено като село във Воденска каза с 65 къщи и 80 жители българи и 230 цигани. Църквата „Свети Георги“ е стара.
Според Николаос Схинас („Οδοιπορικαί σημειώσεις Μακεδονίας, Ηπείρου, Νέας οροθετικής γραμμής και Θεσσαλίας“) в средата на 80-те години на XIX век Липохори (Λιποχώρι) има 3 семейства християни и 80 мюсюлмани.
Според статистиката на Васил Кънчов („Македония. Етнография и статистика“) в 1900 година Липооръ има 250 жители турци и 120 цигани. По данни на секретаря на Българската екзархия Димитър Мишев („La Macédoine et sa Population Chrétienne“) в 1905 година в Липор (Lipor) има 120 българи патриаршисти гъркомани.
В 1910 година в селото (Λιπόρ) има 103 жители екзархисти и 495 мюсюлмани.

### В Гърция
По време на Балканската война в селото влизат гръцки части и селото остава в Гърция след Междусъюзническата война в 1913 година. Според преброяването от 1913 година Липоор има 101 мъже и 90 жени.
Боривое Милоевич пише в 1921 година („Южна Македония“), че Липор има 10 къщи християни славяни, 45 къщи турци, 20 къщи цигани християни и 15 къщи цигани мюсюлмани.
Мюсюлманското население на Липоор е изселено в Турция в 1924 година по силата на Лозанския договор и на негово място са заселени гърци бежанци от Понт, Източна Тракия и Мала Азия. В 1928 година двете махали се водят отделни селища. Долно Липоор (Κάτω Λιποχώρι) е смесено (местно-бежанско) със 101 бежански семейства и 365 жители бежанци, а Горно Липоор (Ано Липохори) има 34 бежански семейства със 133 жители. Според други данни в 1928 година Долно Липоор има 563 жители, а Горно Липоор - 120.
Селото е заможно, тъй като землището се напоява добре и е плодородно. Произвеждат се много овошки, пшеница, памук, а е развито и краварството.
| Име     | Име       | Ново име | Ново име | Описание                                                                |
| ------- | --------- | -------- | -------- | ----------------------------------------------------------------------- |
| Ледушка | Λεδοούσκα | Магула   | Μαγούλα  | местност на ЮЗ от Липоор и на СИ от Ризово, на десния бряг на Мъгленица |

| Година    | 1913 | 1920 | 1928 | 1940 | 1951 | 1961 | 1971 | 1981 | 1991 | 2001 | 2011 | 2021 |
| --------- | ---- | ---- | ---- | ---- | ---- | ---- | ---- | ---- | ---- | ---- | ---- | ---- |
| Население | 649  | 587  | 683  | 800  | 906  | 953  | 957  | 1040 | 1074 | 1032 | 1031 | 919  |